# Justicia viridescens
Justicia viridescens är en akantusväxtart som först beskrevs av Emery Clarence Leonard, och fick sitt nu gällande namn av T.F.Daniel. Justicia viridescens ingår i släktet Justicia och familjen akantusväxter. Inga underarter finns listade i Catalogue of Life.